# Bjergsted Sogn
Bjergsted Sogn var et sogn i Kalundborg Provsti (Roskilde Stift). Sognet blev nedlagt 1. januar 2020 ved sammenlægning med Bregninge Sogn og Alleshave Sogn til Bregninge-Bjergsted-Alleshave Sogn.
I 1800-tallet var Bjergsted Sogn anneks til Bregninge Sogn. Begge sogne hørte til Skippinge Herred i Holbæk Amt. Bregninge-Bjergsted sognekommune blev ved kommunalreformen i 1970 indlemmet i Bjergsted Kommune, der ved strukturreformen i 2007 indgik i Kalundborg Kommune.